# 大城章
大城 章（おおしろ あきら、1983年6月7日 - ）は、沖縄県浦添市出身のハンドボール指導者。

## 経歴
浦添市立宮城小学校の4年生の時にハンドボールを始め、その後全国大会の常連校である浦添市立神森中学校へ入学。神森中での練習は過酷で暴力指導が当時日常的にあったため、「全く楽しくない」まま3年間を過ごし、この頃の経験が指導者としての考え方を決定づけたという。中学卒業後は沖縄県立那覇西高等学校へ進学した。
高校卒業後は早稲田大学へ進学。2004年の全日本学生ハンドボール選手権大会（インカレ）で優秀選手に選出。同年の関東学生ハンドボール・秋季リーグでは優秀選手賞を受賞した。2005年は関東学生ハンドボール・春季リーグと秋季リーグでそれぞれ優秀選手賞を受賞。大学卒業後はコーチングを学ぶため、スペインのバルセロナへ留学した。
2008年に帰国し、母校・早稲田大学のコーチに就任。
2013年の第1回U-22東アジア選手権で日本代表男子のコーチに就任。
2014年には第22回世界学生選手権の日本代表U-24男子の監督を務めた。
2015年は第28回ユニバーシアード競技大会の日本代表男子の監督に就任。
2016年4月に日本ハンドボールリーグのソニーセミコンダクタマニュファクチャリングの監督に就任。
2022-23年シーズンを最後に、ソニーの監督を退任。

## 詳細情報

### 年度別監督成績

#### レギュラーシーズン
| 年       | リーグ   | チーム   | 順位     | 試合 | 勝利 | 引分 | 敗戦 | 得点 | 失点 |
| -------- | -------- | -------- | -------- | ---- | ---- | ---- | ---- | ---- | ---- |
| 2016-17  | JHL      | ソニー   | 5位      | 18   | 8    | 1    | 9    | 367  | 383  |
| 2017-18  | JHL      | ソニー   | 3位      | 24   | 16   | 0    | 8    | 513  | 490  |
| 2018-19  | JHL      | ソニー   | 5位      | 24   | 12   | 2    | 10   | 495  | 484  |
| JHL：3年 | JHL：3年 | JHL：3年 | JHL：3年 | 66   | 36   | 3    | 27   | 1375 | 1357 |

#### JHLプレーオフ
| 年      | 大会名             | 対戦相手                 | 勝敗               |
| ------- | ------------------ | ------------------------ | ------------------ |
| 2017-18 | プレーオフ準々決勝 | 三重バイオレットアイリス | 23-18 / 準決勝進出 |
| 2017-18 | プレーオフ準決勝   | 広島メイプルレッズ       | 27-30 / 敗退       |